# Kong Linghui
Pour les articles homonymes, voir Kong.
Dans ce nom chinois, le nom de famille, Kong, précède le nom personnel Linghui.
 (août 2023).
Si vous disposez d'ouvrages ou d'articles de référence ou si vous connaissez des sites web de qualité traitant du thème abordé ici, merci de compléter l'article en donnant les références utiles à sa vérifiabilité et en les liant à la section « Notes et références ».
Kong Linghui est un pongiste chinois, né le 18 octobre 1975 à Harbin dans la province de Heilongjiang. Il a gagné en double aux Jeux olympiques d'été de 1996 à Atlanta, en simple aux Jeux olympiques d'été de 2000 à Sydney et a participé aux Jeux olympiques d'été de 2004 à Athènes.

## Biographie
Son père étant entraîneur de tennis de table, ce sport prend une grande place dans sa vie, dès son plus jeune âge. Il affirme cependant n’avoir jamais été contraint à le pratiquer, ses parents étant principalement désireux qu’il termine sa scolarité. Mais alors qu'il n'est âgé que de six ans, il décide de se consacrer corps et âme à la pratique de ce sport. À douze ans, il est déjà membre de l’équipe nationale chinoise. En 1994, il remporte son premier titre individuel, le championnat du monde junior.
Il devient pour la première fois champion du monde de tennis de table en 1995 à Tianjin.
Quatre ans plus tard, il devient champion du monde de tennis de table en simple messieurs et vice-champion du monde en double, avec Liu Guoliang.
En l'an 2000, il est sacré champion olympique en simple messieurs après avoir gagné la compétition en double en 1996.
Il est le troisième joueur de l’histoire à réaliser le grand chelem, en s’adjugeant le simple messieurs des championnats d'Asie, des championnats du monde, de la coupe du monde et des Jeux olympiques au cours de sa carrière. Il repart cependant sans médaille des Jeux olympiques d´Athènes, en 2004.
En 2006, le magazine chinois Table Tennis World Magazine a élu Kong Linghui athlète de l’année, en dépit d'une condamnation pour conduite en état d’ivresse.
La même année, il annonce son retrait de la compétition de haut-niveau, une semaine avant son 31e anniversaire. Il se consacre ensuite à l’entraînement de la nouvelle génération des stars chinoises de sa discipline. En Chine, Kong Linghui est une véritable star au même titre que l'a été Yannick Noah au tennis en France.
Kong Linghui a remporté les quatre grandes épreuves internationales du tennis de table:
Jeux Olympiques, Championnat du monde individuel, Coupe du monde, Grande finale de l'ITTF Pro Tour.